# Xã Norman, Quận Dent, Missouri
Xã Norman (tiếng Anh: Norman Township) là một xã thuộc quận Dent, tiểu bang Missouri, Hoa Kỳ. Năm 2010, dân số của xã này là 769 người.